# Енді ван дер Мейде
Енді ван дер Мейде (нід. Andy van der Meyde, нар. 30 вересня 1979, Арнем) — колишній нідерландський футболіст, фланговий півзахисник. Виступав за «Аякс», «Твенте», італійський «Інтернаціонале», англійський «Евертон» та ПСВ. Грав за національну збірну Нідерландів у складі якої є бронзовим призером чемпіонату Європи 2004 року.

## Клубна кар'єра

### «Аякс»
Енді ван дер Мейде почав свою футбольну кар'єру в молодіжному складі клубу «Вітесс», а потім Енді перейшов у футбольну академію амстердамського «Аякса». В основній команді «Аякса» Енді дебютував у віці 18-ти років 12 листопада 1997 року в матчі проти «Твенте», Енді вийшов на заміну замість Петера Хукстри на 81-й хвилині матчу, який завершився перемогою «Аякса» з рахунком 1:0. Всього в чемпіонаті Нідерландів сезону 1997/98 Ван дер Мейде зіграв 4 матчі, але став чемпіоном Нідерландів і володарем кубка Нідерландів. У 1999 році Енді на правах оренди перейшов в «Твенте», його дебют за клуб відбувся 15 серпня 1999 року. Всього за «Твенте» в сезоні 1999/00 Енді провів 32 матчі і забив 2 м'ячі. Повернувшись з оренди в «Аякс» Енді отримав місце в основному складі. У сезоні 2000/01 ван дер Мейде зіграв за «Аякс» 27 матчі і забив 2 м'ячі. У 2002 році Енді в складі «Аякса» виграв всі титули в Нідерландах, а саме чемпіонський титул, кубок та суперкубок Нідерландів. Всього у складі «Аякса» Енді зіграв 91 матч і забив 18 м'ячів. 
2003 року ван дер Мейде перейшов у стан італійського «Інтернаціонале», сума трансферу склала £ 5 млн. В клубі з Мілана Енді не зміг стати гравцем основного складу, за два сезони ван дер Мейде провів 32 матчі і забив 1 м'яч, а також став володарем кубку Італії. 
31 серпня 2005 року Енді перейшов у англійський «Евертон». 25 березня 2006 року в своєму першому мерсисайдському дербі проти «Ліверпуля» Енді отримав червону картку за грубе порушення проти Хабі Алонсо, «Ліверпуль» в кінцевому підсумку здобув перемогу з рахунком 3:1. Влітку 2006 року було оголошено про те, що ван дер Мейде покине «Евертон» через постійні травми і пристрасть до алкоголю, але Енді рішуче заперечував усі ці твердження і знову підтвердив свою прихильність до «Евертону» у червні 2006 року, коли заявив, що не покидає клуб і що його все влаштовує в Англії. 7 серпня 2006 року Енді був доставлений в лікарню через проблеми з диханням. Як виявилося, Енді отруївся алкогольним напоєм в одному з барів Ліверпуля, пізніше ван дер Мейде був оштрафований клубом за порушення дисципліни.
У червні 2009 року головний тренер «Евертона» Девід Моєс заявив, що більше не потребує послуг Ван дер Мейде і порадив йому шукати нову команду. 

### Завершення кар'єри
На початку березня 2010 року Енді підписав контракт з ПСВ, проте за основу в чемпіонаті так і не провів жодного матчу.
У лютому 2011 року заявив про завершення кар'єри у віці 31 року, проте у грудні 2011 року приєднався до складу аматорського клубу ВКЕ з Еммена, в якому грав до завершення сезону, після чого остаточно завершив кар'єру.

## Виступи за збірну
В національній збірній Нідерландів Енді дебютував 19 травня 2002 року в товариському матчі проти збірної США, який завершився перемогою Нідерландів з рахунком 2:0, а ван дер Мейде у своєму дебютному матчі забив гол на 76-й хвилині. 
Через два роки Енді в складі збірної брав участь на чемпіонаті Європи 2004 у Португалії, на якому команда Нідерландів дійшла до стадії півфіналу, а ван дер Мейде зіграв у чотирьох матчах. Свою останню гру за збірну Енді зіграв у чвертьфіналі того турніру 26 червня 2004 року в матчі проти збірної Швеції, який завершився з рахунком 0:0, а завдяки перемозі в серії пенальті до півфіналу вийшли саме «помаранчеві».
Протягом кар'єри у національній команді, яка тривала усього 3 роки, провів у формі головної команди країни 17 матчів, забивши 1 гол. 
| Дата       | Місто              | Господарі  | Результат        | Гості             | Турнір                  | Голи | Примітки |
| ---------- | ------------------ | ---------- | ---------------- | ----------------- | ----------------------- | ---- | -------- |
| 19-05-2002 | Бостон             | США        | 0 – 2            | Нідерланди        | товариський матч        | 1    |          |
| 21-08-2002 | Осло               | Норвегія   | 0 – 1            | Нідерланди        | товариський матч        | -    |          |
| 07-09-2002 | Ейндговен          | Нідерланди | 3 – 0            | Білорусь          | Відбір до ЧЄ 2004       | -    |          |
| 30-04-2003 | Ейндговен          | Нідерланди | 1 – 1            | Португалія        | товариський матч        | -    |          |
| 06-09-2003 | Роттердам          | Нідерланди | 3 – 1            | Австрія           | Відбір до ЧЄ 2004       | -    |          |
| 11-10-2003 | Ейндговен          | Нідерланди | 5 – 0            | Молдова           | Відбір до ЧЄ 2004       | -    |          |
| 15-11-2003 | Глазго             | Шотландія  | 1 – 0            | Нідерланди        | Відбір до ЧЄ 2004       | -    |          |
| 19-11-2003 | Амстердам          | Нідерланди | 6 – 0            | Шотландія         | Відбір до ЧЄ 2004       | -    |          |
| 18-02-2004 | Амстердам          | Нідерланди | 1 – 0            | США               | товариський матч        | -    |          |
| 31-03-2004 | Роттердам          | Нідерланди | 0 – 0            | Франція           | товариський матч        | -    |          |
| 29-05-2004 | Ейндговен          | Нідерланди | 0 – 1            | Бельгія           | товариський матч        | -    |          |
| 01-06-2004 | Лозанна            | Нідерланди | 3 – 0            | Фарерські острови | товариський матч        | -    |          |
| 05-06-2004 | Амстердам          | Нідерланди | 0 – 1            | Ірландія          | товариський матч        | -    |          |
| 15-06-2004 | Порту              | Німеччина  | 1 – 1            | Нідерланди        | ЧЄ 2004 - груповий етап | -    |          |
| 19-06-2004 | Авейру             | Чехія      | 3 – 2            | Нідерланди        | ЧЄ 2004 - груповий етап | -    |          |
| 23-06-2004 | Брага (Португалія) | Латвія     | 0 – 3            | Нідерланди        | ЧЄ 2004 - груповий етап | -    |          |
| 26-06-2004 | Фару               | Нідерланди | 0 – 0 (5-4 п.п.) | Швеція            | ЧЄ 2004 - чвертьфінал   | -    |          |
| Усього     |                    | Матчів     | 17               |                   | Голів                   | 1    |          |

## Титули і досягнення
- Чемпіон Нідерландів (2):

«Аякс»: 1997–98, 2001–02
- Володар Кубка Нідерландів (3):

«Аякс»: 1997–98, 1998–99 , 2001–02
- Володар Суперкубка Нідерландів (1):

«Аякс»: 2002
- Володар Кубка Італії (1):

«Інтернаціонале»: 2004–05
- Володар Суперкубка Італії (1):

«Інтернаціонале»: 2005
- Бронзовий призер чемпіонату Європи:

 Нідерланди: 2004